# 愛の真珠
『愛の真珠』（あいのしんじゅ、ドイツ語: Perlen der Liebe, Concert-Walzer）作品39は、ヨーゼフ・シュトラウスが作曲した演奏会用ウィンナ・ワルツ。『愛の珠（たま）』とも。

## 解説
1857年6月8日、ヨーゼフ・シュトラウスはレオポルトシュタットの教会において、幼馴染のカロリーネ・ヨーゼファ・プルックマイヤーと結婚式を挙げた。この結婚の際に花嫁カロリーネに捧げたワルツがこの『愛の真珠』である。曲名と状況からして、結婚指輪やネックレスのような真珠の装飾品を示していると推測されるが、確かなことは不明である。結婚式の3週間後に、ウィーンのフォルクスガルテンにおいて初演された。
「Concert-Walzer」とあるように、舞踏会ではなくコンサートのためのシンフォニック・ワルツを、ヨーゼフが兄ヨハン・シュトラウス2世に先駆けて構想していたことを窺わせる作品である。しかし、初演時の新聞の批評はヨーゼフの期待したほどではなく「ヨーゼフ・ランナーのスタイルに傾いている」というものであった。ヨーゼフはランナーの後継者以上の評価を得たいと考え、この後「交響楽的ワルツ」を作曲しようと試行錯誤することになる。
ノルベルト・リンケは、このワルツが『オーストリアの村つばめ』、『ディナミーデン』、『トランスアクツィオン』、『うわごと』、『天体の音楽』、『わが人生は愛と喜び』などの後年のヨーゼフの大作ワルツの下敷きになっていると指摘している。